# Sic et simpliciter
Sic et simpliciter é uma expressão latina cuja tradução literal é "assim e simplesmente". Na linguagem corrente, equivale a "pura e simplesmente". É utilizada para enfatizar que a situação é como se apresenta e não há nada de mais complicado a ser esclarecido.
Exemplos:
- As leis vigentes sobre o copyright (entre as quais a preparadísima lei italiana de dezembro de 2000) não levam em conta o “copyleft”: na hora de legislar, o Parlamento ignorava por completo sua existência, como puderam confirmar os produtores de software livre (comparados sic et simpliciter aos “piratas”) em diversos encontros com deputados.[2]
- A condição de consortes, companheiros e responsáveis pela família surge, sic et simpliciter, com e na celebração do casamento.[3]
- Prevêem como conseqüência para a improdutividade da propriedade rural não a extinção sic et simpliciter do direito, mas a simples possibilidade de transferência, mediante indenização prévia e justa, deste Direito à União.[4]
- É possível por em dúvida, por certo, a virtualidade desse registro em relação a terceiros, mas não se conclui, sic et simpliciter, pela completa carência de eficácia do assentamento.[5]